# Escudo de Belice
El escudo de Belice data de 1981, año de la independencia, si bien es muy parecido a la versión anterior, adoptada en 1967, a la que se añadió la corona de hojas exterior y la terraza de vegetación bajo los dos tenantes y se hizo más grande el árbol que timbra el escudo. El escudo colonial originario de Honduras británica, que ya era terciado e incluía el barco y los símbolos de la industria de la madera, data de 1819 y se cambió significativamente en 1907 y en 1967 hasta adoptar la forma actual.
Los diversos motivos representados en el escudo hacen referencia a un aspecto importante de la historia de Belice, la industria de la caoba, que formó la base de la economía del país en los siglo XVIII y XIX.
El escudo forma parte también de la bandera estatal, donde se sitúa en la parte central.

## Blasonamiento
Escudo terciado en perla: el primero, de plata, un remo y un hacha cuadrada al natural pasados en aspa; el segundo, de oro, una sierra y un hacha triangular también al natural y pasadas en aspa; el tercero, de color celeste, un barco al natural navegando sobre un pie ondulado de azur sobre dos fajas de sinople y oro.
Por timbre, un árbol de caoba al natural. Como tenantes: a la derecha, un leñador mestizo al natural, con pantalones de plata, que lleva un hacha en la mano derecha; a la izquierda, un leñador negro al natural, también con pantalones de plata, que lleva un remo en la mano izquierda; ambos sobre una terraza de sinople al natural.
Bajo el escudo, una cinta de oro con el lema nacional en latín: "Sub umbra floreo" (Bajo la sombra yo florezco).
Todo el conjunto, rodeado de una corona de 25 hojas al natural.

## Historia
En el siglo X, el área que ahora es Belice era parte del área central maya. Belice fue colonizada por náufragos británicos en 1638 y puesta bajo protección británica en 1782. En 1862 se convirtió en la colonia británica de Honduras Británica, en 1871 se convirtió en colonia de la corona, y en 1884 tuvo su propio gobernador. En 1964, Honduras Británica, que recibió el nombre de Belice en 1973 por el nombre de la entonces capital, recibió autonomía interna. Tras un acuerdo entre Gran Bretaña y Guatemala que reclamaba la propiedad de Belice, se independizó en 1981.

### Escudo de armas de Honduras Británica (1819-1907)
- Insignia: Escudo terciado en perla, el primero de plata, la bandera del Reino Unido, el segundo también de plata, un hacha ancha, un hacha, una paleta y una sierra de calar por cada curva; y el tercero una fragata en plena vela sobre las olas del mar.

### Escudo de armas de Honduras Británica (1907-1967)
- Armas: Escudo terciado en perla, el primero de plata, un cantón de la bandera del Reino Unido, y un hacha y un remo en aspa, el segundo de azur, un hacha ancha y una sierra de pozo; y el tercero una fragata en plena vela sobre las olas del mar.

- Timbre Un burelete de plata y azur, cimado por un árbol de caoba al natural.

- Tenantes: Dos leñadores negros con pantalones blancos, el primero que lleva un hacha en la mano derecha, y el segundo que lleva un remo en la mano izquierda.

- Lema: SUB UMBRA FLOREO (en español, Bajo la sombra yo florezco) en letras de sable sobre una cinta de gules.

### Escudo de armas de Honduras Británica (1967-1981)
- Armas: Escudo terciado en perla, el primero de plata, un hacha y un remo en aspa, el segundo de azur, un hacha ancha y una sierra de pozo; y el tercero una fragata en plena vela sobre las olas del mar.

- Timbre: Un árbol de caoba al natural.

- Tenantes: Un leñador blanco y uno negro con pantalones blancos, el primero que lleva un hacha en la mano derecha, y el segundo que lleva un remo en la mano izquierda.

- Lema: SUB UMBRA FLOREO (el mismo que aparece en el escudo colonial de Honduras Británica).

Escudo de armas de Honduras Británica, 1819-1907
Escudo de armas de Honduras británica, 1907-1967
Escudo de armas de Honduras británica-Belice, 1967-1981
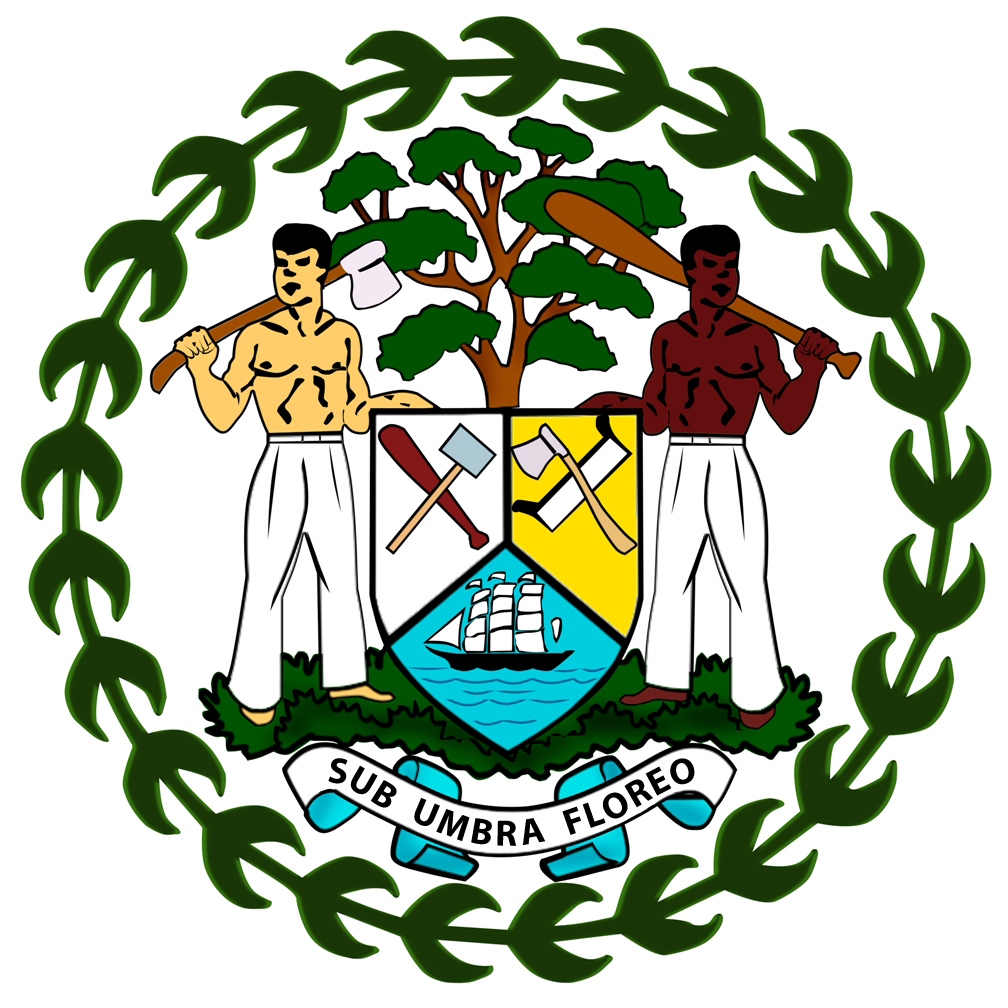
Escudo de armas de Belice, 1981-2019